# Perseu com a cabeça da Medusa (Cellini)

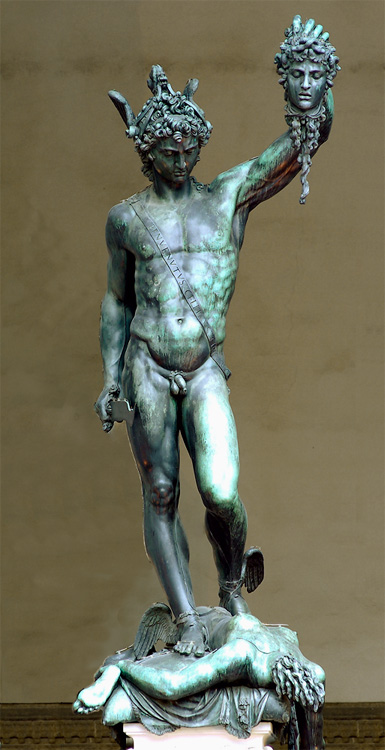
Perseu com a cabeça de Medusa de Benvenuto Cellini

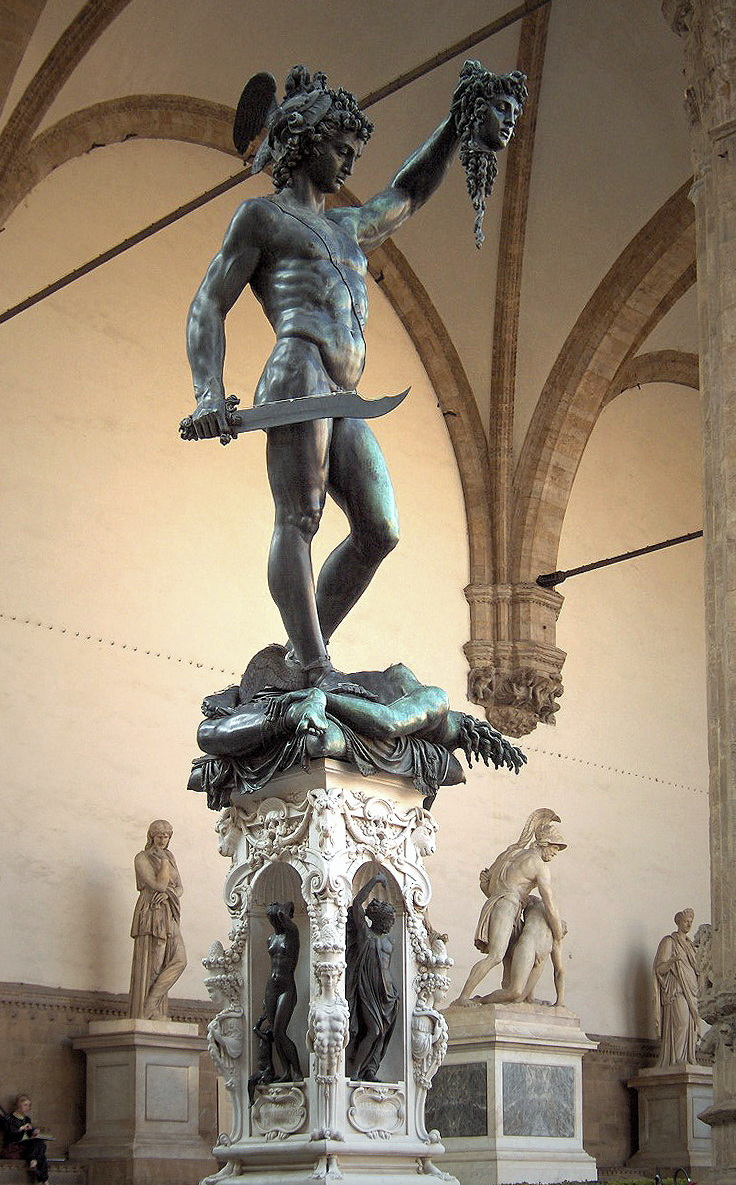
Perseu com a cabeça da Medusa, na Loggia dei Lanzi, Florença

Perseu com a Cabeça de Medusa é uma escultura de bronze feita por Benvenuto Cellini no período de 1545–1554. A escultura assenta sobre uma base quadrada com painéis de relevo de bronze representando a história de Perseu e Andrómeda, semelhante a uma predela num retábulo. Está localizado na Loggia dei Lanzi na Piazza della Signoria em Florença, Itália. O segundo o duque florentino, Cosimo I de' Medici, encomendou a obra com ligações políticas específicas às outras obras escultóricas da praça. Quando a peça foi revelada ao público, a 27 de Abril de 1554, David de Michelangelo, Hércules e Caco de Bandinelli e Judite e Holofernes de Donatello já estavam instalados na praça.
O tema da obra é a história mitológica de Perseu a decapitar Medusa, uma Górgona com rosto de mulher horrível, cujos cabelos foram transformados em cobras; qualquer pessoa que olhasse para ela era transformada em pedra.  Perseu está nu, apenas com uma faixa e sandálias aladas, triunfante sobre o corpo de Medusa, com a cabeça coroada de cobras a contorcerem-se na mão erguida. O sangue jorra do pescoço decepado de Medusa. A escultura de bronze, na qual a cabeça de Medusa transforma os homens em pedra, está apropriadamente rodeada por três enormes estátuas de mármore de homens: Hércules, David e, mais tarde, Neptuno. O uso do bronze por Cellini em Perseu e na cabeça de Medusa, e os motivos que utilizou para responder à escultura anterior na praça, foram altamente inovadores. Examinando a escultura pela parte de trás, é possível ver um auto-retrato do escultor Cellini na parte de trás do capacete de Perseu.